# Sebastiano Marsili

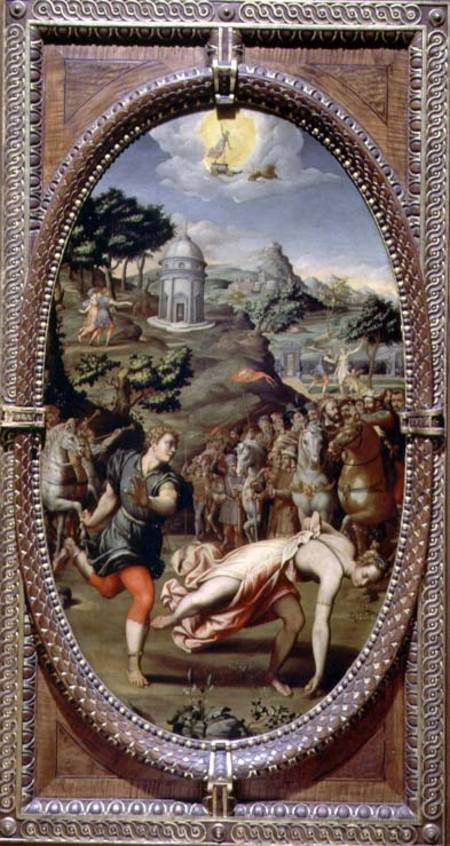
Hipómenes y Atalanta, Palazzo Vecchio, Florencia.

Sebastiano Marsili (segunda mitad del siglo XVI) fue un pintor italiano del Renacimiento, integrado en la corriente manierista.

## Biografía
No se tienen prácticamente datos biográficos sobre este artista. Su relevancia dentro de la historia del arte viene dada por haber sido uno de los colaboradores de Giorgio Vasari en la decoración del Studiolo de Francisco I del Palazzo Vecchio de Florencia. Suyo es el lienzo con la historia de Hipómenes y Atalanta.
Parece que su formación original se dio dentro del círculo del Bronzino y Alessandro Allori. Freedberg lo cita brevemente pero solo para concederle un escaso valor como artista, adjudicándole una categoría artesanal a su trabajo. En efecto se dedicó a otras artes "menores" como el grabado: participó en la ilustración del libro Feste nelle nozze del serenissimo Don Francesco Medici Gran Duca di Toscana; et della Sereniss. sua consorte la Sig. Bianca Capello de Rafaello Gualterotti, junto con Accursio Baldi. Como el propio título indica, es un volumen encomiástico de las bodas del gran duque Francisco I con la que había sido durante mucho tiempo su amante, Bianca Cappello (1579).